# Holger Thomas
Holger Thomas (* 18. Juli 1956 im Wilhelmshavener Stadtteil Heppens) ist ein ehemaliger deutscher Schlagersänger und Radiomoderator.

## Leben
Im Sommer 1976 wurde der 20-jährige Kfz-Mechaniker in der Jugendzeitschrift Bravo bei der alljährlichen „Teen-Wahl“ zum „Bravo-Boy“ des Jahres gewählt. Daraufhin erhielt er Schallplattenangebote. Obwohl er die Rolling Stones, Led Zeppelin und Deep Purple bevorzugte, ließ er sich zum Schlagersänger aufbauen. Er unterschrieb bei CBS, wo sich Produzent Dieter Zimmermann (u. a. Costa Cordalis, Ricky Shayne, Roberto Blanco, Ingrid Peters) seiner annahm. Die erste Single erschien schon im Spätherbst 1976 und hieß Hey, Disco Queen. Zimmermann verstarb 1978, ab da übernahm Didi Zill den Nachwuchskünstler, bis die CBS-Zeit endete. Von Zill wurde beispielsweise die deutsche Version des Smokie-Titels Liverpool Docks, die als Ein Leben lang in den Liverpool Docks auf den Markt kam, produziert. Ebenso zeichnet er für den Schlager Er hat 'ne Punk-Rock-Band in Oberhausen verantwortlich, mit dem Thomas 1978 in der ZDF-Musiksendung disco auftrat. Einen Chart-Eintritt verzeichnete Thomas aber erst 1982 mit Zieh doch aus, einer Coverversion von Chillys Secret Lies, die bei Polydor erschien. Thomas zog zunächst nach München und trat bevorzugt in süddeutschen Diskotheken auf. Sein Markenzeichen waren extrem enge Jeans. Später kehrte er in den Norden zurück.
Am 28. März 1983 belegte er mit Marie, Marie…, einer weiteren Coverversion in der ZDF-Hitparade den letzten Platz. Nur unwesentlich besser war es ihm wenige Tage zuvor beim ebenfalls live übertragenen deutschen Vorentscheid zum Eurovision Song Contest 1983 in Unterföhring mit dem Lied Mein Hit heißt Susi Schmidt ergangen. Nach diesem Doppel-Flop schien seine Karriere als Schlagersänger beendet. 1989 gab es einen neuen Anlauf. Es ist aber nicht sicher, ob er ernst gemeint war, denn ungefähr seit 1985 ist er als Musikredakteur und Hörfunkmoderator beim Kieler Sender NDR 1 Welle Nord tätig. Als Experte für Schlager schaffte er es in den amerikanischen Billboard, wo er das Schlagerrevival erläuterte. Er vertrat die Auffassung, die Deutschen wollten nicht länger komplizierte Lieder mit schwierigen Texten hören. Sie würden mitsingen wollen und dabei all ihre Sorgen vergessen und fröhlich sein. Nichts sei dafür geeigneter als Schlager, insbesondere jener der 1970er Jahre.
Die Meinung über ihn beziehungsweise seine Musik fällt recht kritisch aus. Sein Stil wird zum Beispiel als „Spießer-Schlager“ bezeichnet oder als „hektischer Retro-Schlager mit Rock’n’Roll-Anklängen“.

## Diskografie (Singles)
- 1976: Hey, Disco Queen (CBS)
- 1977: Als der Sommer kam (Dt. Version von Harpos In the Zumzumzummernight, CBS)
- 1977: Rock ’N’ Roll Rhapsody (CBS)
- 1977: Ein paar Jeans und meine Gitarre (CBS)
- 1978: Er hat ’ne Punk-Rock-Band in Oberhausen (CBS)
- 1978: Ein Leben lang in den Liverpool Docks (Dt. Version von Smokies Liverpool Docks, CBS)
- 1979: Karneval im Hinterhaus (Dt. Version von Huey „Piano“ Smith’ Sea Cruise, CBS)
- 1980: Mir geht die Puste aus (Philips)
- 1982: Laß’ uns fliehen (Polydor)
- 1982: Zieh doch aus (Dt. Version von Chillys Secret Lies, Polydor)
- 1983: Marie, Marie… (Dt. Version von Olsen Brothers’ Marie, Marie, Polydor)
- 1983: Mein Hit heißt Susi Schmidt (Polydor)
- 1989: Leih’ mir deine Liebe (Extra Records)